# بتی پیج بدنام
بتی پیج بدنام (به انگلیسی: The Notorious Bettie Page) فیلمی محصول سال ۲۰۰۵ و به کارگردانی ماری هرون است. در این فیلم بازیگرانی همچون گرچن مول، کریس باوئر، جرد هریس، سارا پلسون، کارا سیمور، دیوید استراترن، لیلی تیلور، جان کالم، آستین پندلتن، نورمن ریدس، دالاس رابرتس، تارا سابکوف، آن داود، مایکل گستن، جفرسون میز و پیتر مک‌رابی ایفای نقش کرده‌اند. این فیلم بر اساس زندگی‌نامه بتی پیج است.